# Manos Hadjidakis
Manos Hadjidakis (em grego:  Μάνος Χατζηδάκις) (23 de outubro 1925 – 15 de junho 1994) foi um compositor grego notório por suas obras para o bouzouki.
A partir de 1945 iniciou uma fecunda colaboração com o Teatro Nacional da Grécia, compondo a música para as principais tragédias clássicas como Agamemnon, Medeia, Lisístrata, Ciclopes, Eurídice, etc,
Compôs a música do filme Nunca aos Domingos e por ela foi premiado com o Oscar de melhor canção original.